# Acetylchloride
Acetylchloride (IUPAC-naam) of ethanoylchloride is het zuurchloride van azijnzuur (ethaanzuur), met als brutoformule C2H3ClO. Bij kamertemperatuur en atmosferische druk is deze organische verbinding een kleurloze vloeistof. Acetylchloride hydrolyseert in water tot azijnzuur en waterstofchloride. Het blootstellen aan lucht is reeds voldoende om een witte wolk te laten ontstaan ten gevolge van de reactie van acetylchloride met het vocht in de lucht. De witte nevel wordt gevormd door gasvormig waterstofchloride dat met vocht uit de lucht kleine druppeltjes vormt. Acetylchloride is ontvlambaar en corrosief.

## Synthese
Acetylchloride wordt bereid via de reactie van azijnzuur met thionylchloride, waarbij ook zwaveldioxide (SO2) en waterstofchloride ontstaan.
{\displaystyle {\ce {CH3COOH + SOCl2 -> CH3COCl + SO2 + HCl}}}
Daarnaast kan het ook bereid worden door carbonylering van methylchloride.

## Toepassingen
Acetylchloride is een reagens dat gebruikt wordt om een acetylgroep in moleculen in te voeren. Voorbeelden van dit principe zijn de synthese van esters en amiden of de introductie van de acetylgroep in aromaten via de Friedel-Craftsacylering. De reactie met ethanol levert ethylacetaat:
{\displaystyle {\ce {CH3COCl + C2H5OH -> CH3COOC2H5 + HCl}}}
Vaak worden deze reacties uitgevoerd in aanwezigheid van een organische base zoals pyridine, tri-ethylamine, imidazool of DMAP. De base fungeert zowel als katalysator terwijl het als base ook het ontstane zoutzuur neutraliseert.